# Philipotabanus fascipennis
Philipotabanus fascipennis är en tvåvingeart som först beskrevs av Macquart 1846.  Philipotabanus fascipennis ingår i släktet Philipotabanus och familjen bromsar. Inga underarter finns listade i Catalogue of Life.